# Ezio Greggio

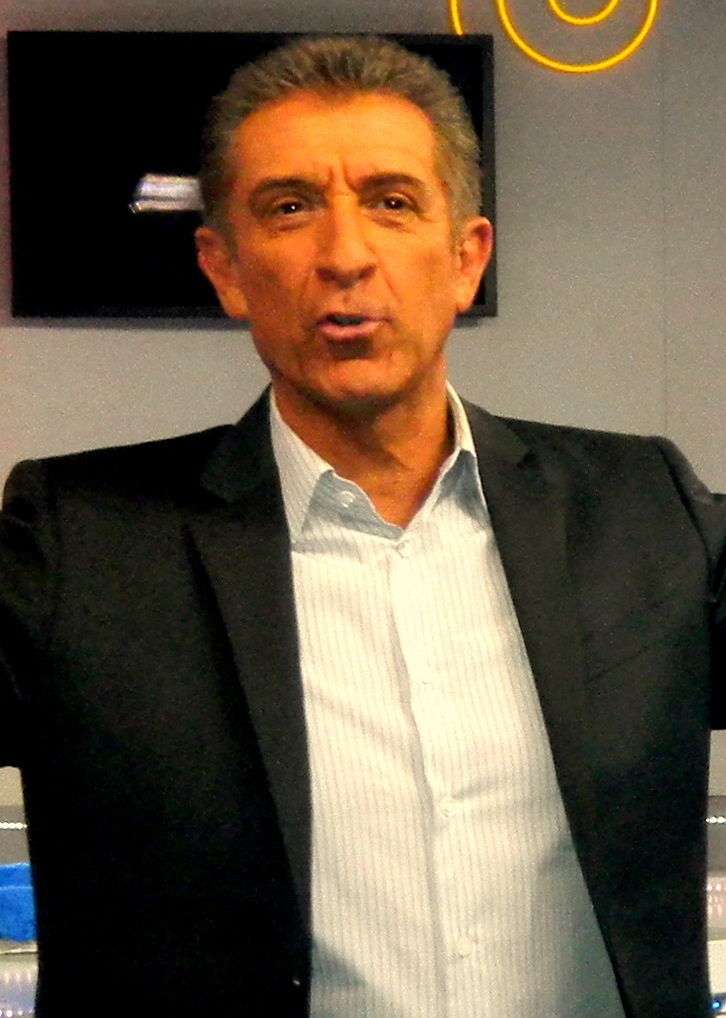
Ezio Greggio im Jahr 2012

Ezio Greggio (* 7. April 1954 in Cossato) ist ein italienisch-stämmiger Komiker, Schauspieler, Filmregisseur und Drehbuchautor mit albanischer Staatsbürgerschaft.

## Fernsehkarriere
Greggio hatte seinen ersten Fernsehauftritt im ehemaligen Sender Telebiella, dem ersten italienischen Lokalfernsehen. Regisseur und Unternehmer Giuseppe Sacchi, der ihn gegründet hatte, verpflichtete den damals 18-Jährigen. In der RAI debütierte Gregio als Kabarettist 1978 in den Sendungen La sberla und Tutto compreso von Giancarlo Nicotra und Giancarlo Magalli. In seinen Sketchen, die zunächst nur mäßigen Erfolg hatten, arbeitete er mit Gianfranco D'Angelo zusammen, mit dem er zur neugegründeten „Fininvest“ (heute Mediaset) wechselte und dort mit dem von beiden geleiteten Drive In große Popularität erlangte.
1988 führte Greggio für den Sender Canale 5 bei Odiens für Antonio Ricci Regie, der ihn bald darauf zu seiner neuen Show Paperissima mitnahm, die erstmals 1990 ausgestrahlt wurde. Auch hier erwies sich Greggio als brillanter Komiker und effizienter Schöpfer von Gags und Szenen. Neben der dritten Staffel dieser Show entstand mit der satirischen Sendung Striscia la notizia eine über die Jahre vielfach prämierte Sendung, an der in entscheidenden Funktionen neben anderen auch Enzo Iacchetti, Michelle Hunziker und Franco Neri mitwirkten.
Für Mediaset entstanden unter der Regie Greggios auch einige Fernsehserien. Im Sommer 2008 leitete er die neue Sendung Veline.

## Filmwirken

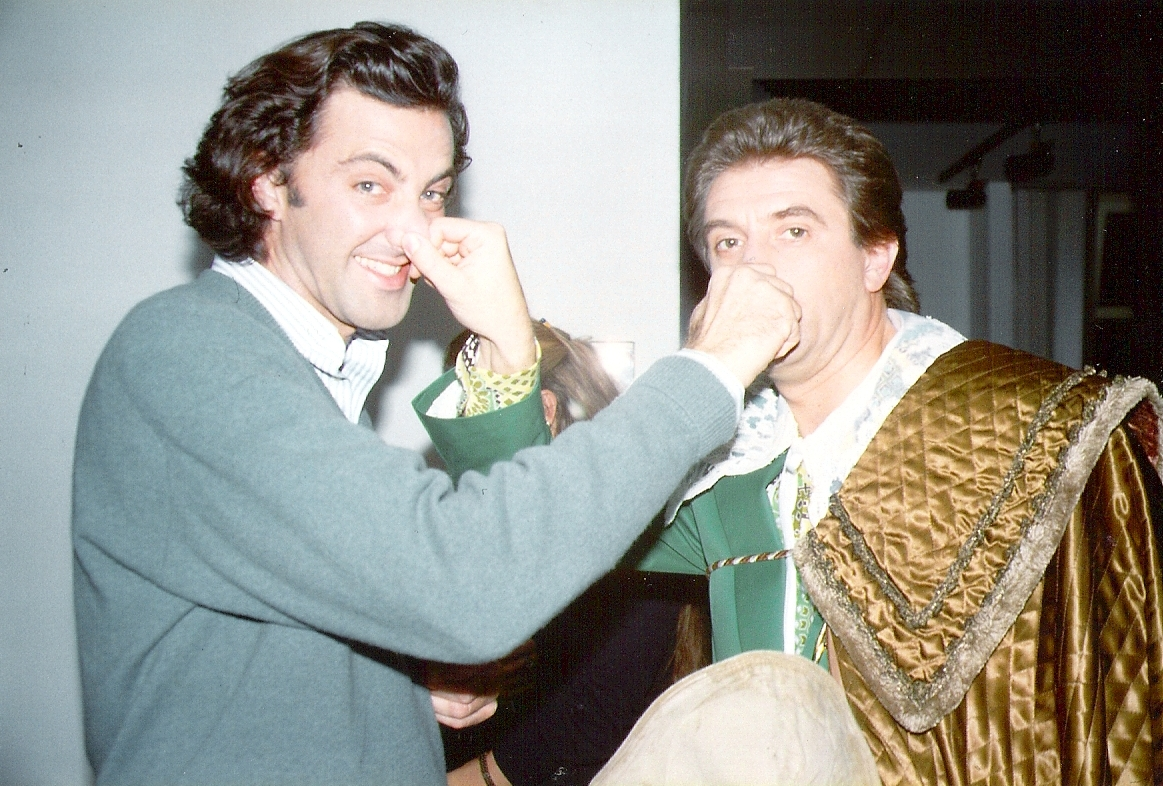
Ezio Greggio (rechts) mit Luca Barbareschi

Auf der Leinwand war Greggio erstmals in Sbamm! (1980) zu sehen, zu dem er auch das Drehbuch beigesteuert hatte. Dadurch wurde Carlo Vanzina auf ihn aufmerksam, der ihn für Yuppies - I giovani di successo - der sich als Kultfilm entpuppte und die damalige Jugendszene persiflierte - besetzte. Später spielte Greggio auch in der Fortsetzung Yuppies 2 der 1986 unter der Regie von Enrico Oldoini entstand. Neben Paolo Rossi war er im Folgejahr in Montecarlo Gran Casinò und dann in mehreren parodistischen Werken wie Vacanze di Natale '90, Vacanze di Natale '91, Anni 90, Infelici e contenti oder Miracolo italiano zu sehen.
1994 legte Greggio mit Das Schweigen der Hammel, der in den USA gefilmt wurde, sein Regiedebüt vor. Während des Aufenthaltes dort erwuchs eine Freundschaft mit Mel Brooks, die auch zu einem Cameo-Auftritt in dessen Dracula – Tot aber glücklich 1995 führte. Im selben Jahr war er in Carlo Vanzinas Selvaggi zu sehen.
Nächste Regiearbeiten waren die Farcen Killer per caso (1997) und Svitati (1999), erkennbar auf den Spuren seines Vorbildes und Freundes Mel Brooks. 2008 spielte er in Un'estate al mare erneut für Carlo Vanzina und in Il papà di Giovanna für Pupi Avati, in letzterem seine erste dramatische Rolle in einer Geschichte aus der Zeit des Faschismus. Für seine Interpretation wurde Greggio mit dem Nastro d’Argento ausgezeichnet.
2011 führte Greggio bei der Parodie Box Office 3D - Il film dei film Regie, die während der Mostra Internazionale d'Arte Cinematografica in Venedig uraufgeführt wurde.

## Anderes
Greggio ist als Fußballanhänger bekannt; er war eine Zeitlang Präsident des Corbetta F.C. und ist bekennender Fan von Juventus Turin.
Mehrfach leitete er das Monte-Carlo Film festival de la comédie.

## Veröffentlichungen
Im Laufe der Jahre erschienen im Verlag Mondadori folgende satirischen Bücher Greggios:
- 1997: Presto che è tardi
- 1998: Chi se ne fut-fut
- 1999: È lui o non è lui?
- 2003: E su e giù e trik e trak
- 2005: In una certa manieeera

## Auszeichnungen
Zwischen 1984 und 2008 erhielt Greggio fünfundzwanzig Mal den Telegatto für die beste satirisch-komische Sendung und wurde sieben Mal als bester Regisseur ausgezeichnet. Auch etliche andere Auszeichnungen konnte er für sich und seine Sendungen verbuchen.

## Filmografie (Auswahl)

### Darsteller
- 1994: Das Schweigen der Hammel (Il silenzio dei prosciutti)
- 2002: 2002 – Durchgeknallt im All (2002: A Space Travesty) (& Produktion)
- 2008: Il papà di Giovanna

### Regisseur
- 1994: Das Schweigen der Hammel (Il silenzio dei prosciutti)
- 1997: The Good Bad Guy – Killer aus Zufall (Killer per caso)
- 1999: Screw Loose (Svitati)
- 2011: Box Office 3D - Il film dei film

### Drehbuch
- 1986: Heiß, scharf und knusprig (Italian Fast Food)